# Aires da Mata Machado Filho
Aires da Mata Machado Filho (Diamantina, 24 de fevereiro de 1909 — Sete Lagoas, 23 de agosto de 1985) foi um filólogo, professor e linguista brasileiro.

## Biografia
Era filho de Augusto Aires da Mata Machado e de Mariana Flora de Godoy, e irmão de Edgar de Godói da Mata Machado.
Lecionou na Faculdade de Filosofia, Ciências e Letras Santa Maria da Pontifícia Universidade Católica de Minas Gerais e foi catedrático na Faculdade de Filosofia da Universidade Federal de Minas Gerais.
Foi membro da Academia Brasileira de Filologia, da Sociedade Brasileira de Antropologia, da Sociedade Brasileira de Folclore, da Academia Mineira de Letras (cadeira nº 33) e do Instituto Histórico e Geográfico de Minas Gerais. Foi o criador da CMFl - Comissão Mineira de Folclore e seu presidente até a década de 80.

## Obras

### Linguística, gramática e filologia
- Em Busca do Termo Próprio (1947)
- A Correção na Frase (1953)
- Português Fora das Gramáticas (1964)
- Aventuras de um Caçador de Palavras (1965)
- Português & Literatura (1950)
- Crítica de Estilos (1956)
- Pequena História da Língua Portuguesa (1961)
- Dicionário Didático e Popular da Língua Portuguesa (1965)
- Lingüística e Humanismo (1974)
- Coleção Escrever Certo, em 6 volumes

### História
- Arraial do Tijuco, Cidade Diamantina (1945).
- Tiradentes, Herói Humano (1948).

### Folclore
- Curso de Folclore (1951).

### Etnografia
- O Negro e o Garimpo em Minas Gerais (1943).

### Tradução
- A. N. Whitehead – A Ciência e o Mundo Moderno (1946).
- Fr. W. Foester – Para Formar o Caráter (1950).
- Frederick Bodmer – O Homem e as Línguas (1960).